# Lückendorf
Lückendorf este o stațiune climaterică din munții Zittau, care aparține din anul 1994 de comuna Oybin din Saxonia, Germania. Lückendorf este amplasat în apropiere de Muntele Sokol (Falkenberg) care se află peste granița cu Cehia.